# Kopten

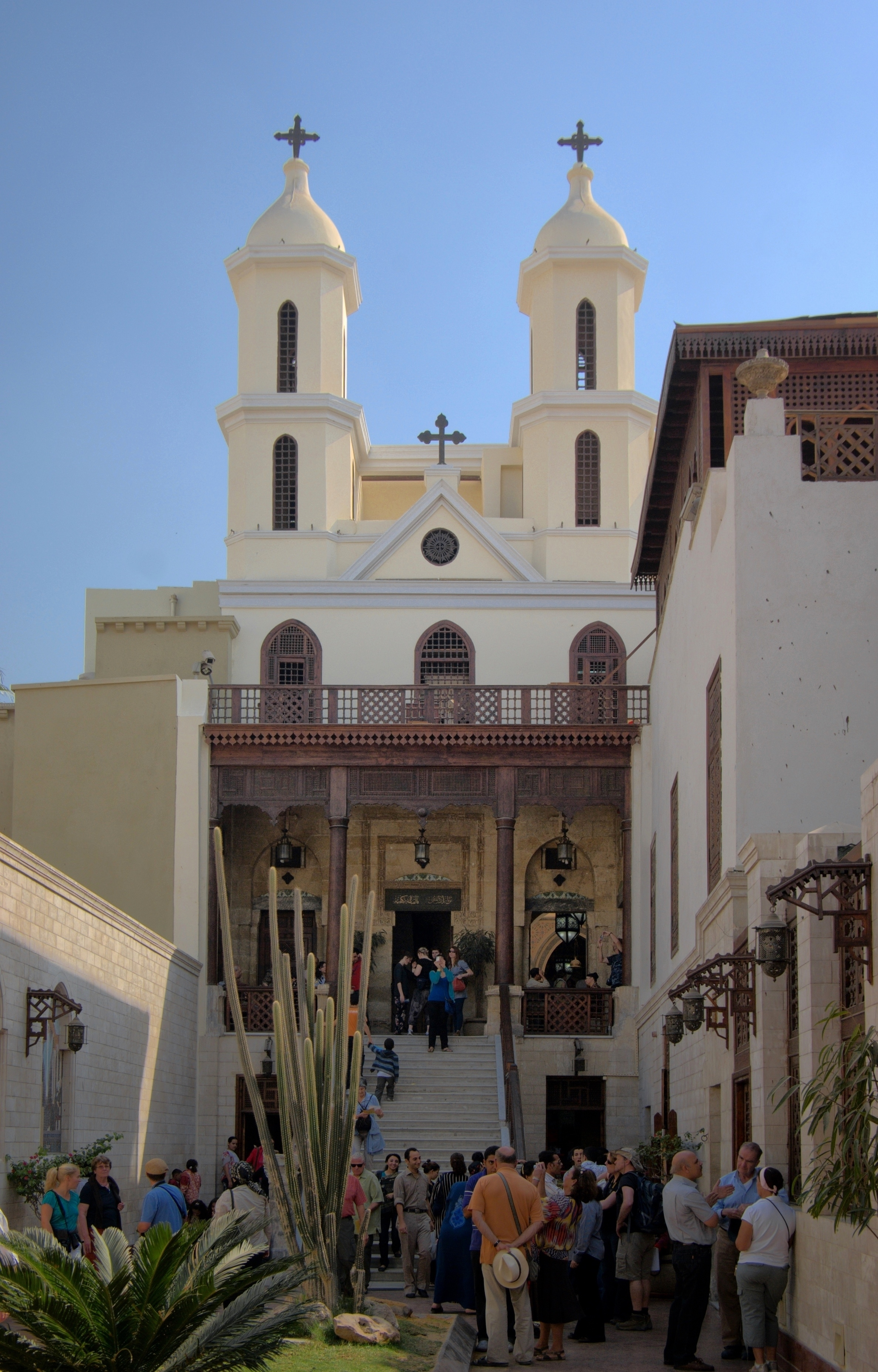
Die koptische „Hängende Kirche“ in Kairo

Kopten (aus griechisch Αἰγύπτιοι, Aígýptioi, „Ägypter“, durch arabisch قبط, DMG qibṭ, koptisch: ⲛⲓⲣⲉⲙⲛ̀ⲭⲏⲙⲓ) sind eine ethnisch-religiöse Gruppe, mit der meist die Angehörigen der Koptisch-orthodoxen Kirchen bezeichnet werden. Ursprünglich bezeichnete der Ausdruck diejenigen Einwohner Ägyptens, die als ihr Idiom die ägyptische Sprache verwendeten. In römischer, byzantinischer und frühislamischer Zeit wurde das Wort ohne Rücksicht auf die Religionszugehörigkeit gebraucht. Die koptische Sprache entwickelte sich aus dem Ägyptischen im 3. Jahrhundert nach Christus. Seit der zunehmenden Arabisierung und Islamisierung Ägyptens wird der Begriff allein für Christen der koptischen Kirchen verwendet. Aufgrund von Spannungen zwischen Kopten und Muslimen, die mitunter auch in Gewalttaten islamistischer Gruppen münden, und wegen des Wunsches nach wirtschaftlicher Verbesserung sind viele Kopten ausgewandert.

## Kopten in Ägypten

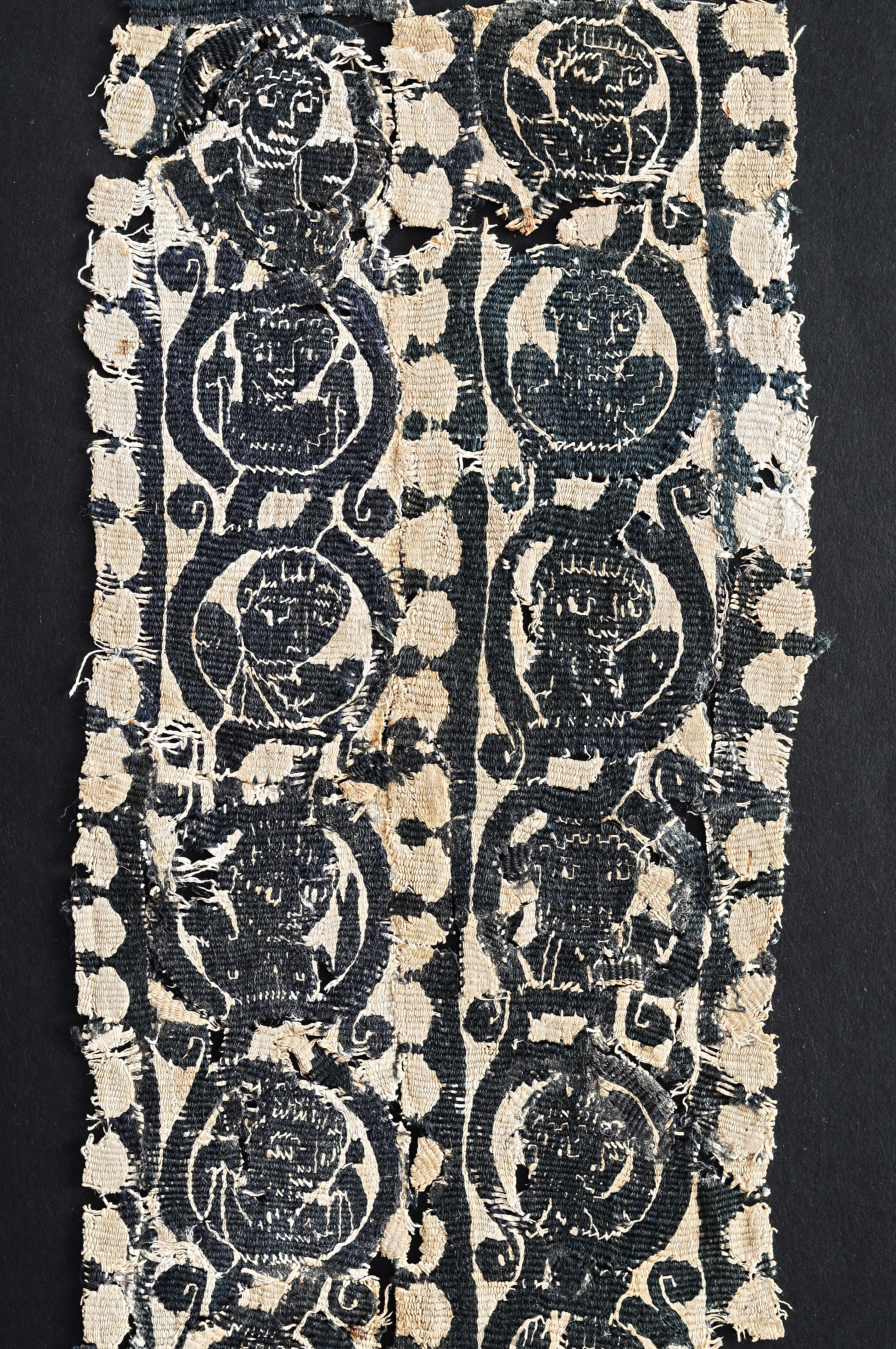
Alter koptischer Stoff aus Ägypten

Als Kopten wurden ursprünglich alle ägyptisch sprechenden Bewohner Ägyptens bezeichnet. Während der islamischen Eroberung Ägyptens mussten die Bewohner eine Kopfsteuer (Dschizya) bezahlen oder zum Islam konvertieren. Die heute als Kopten bezeichnete Gruppe sind diejenigen, die nicht zum Islam konvertierten. Die meisten Kopten sind Teil der Koptisch-Orthodoxen Kirche, während ein kleiner Anteil koptisch-katholisch, protestantisch oder konfessionslos ist.

### Schwankende Zahlenangaben
Über den Anteil der Christen an der ägyptischen Bevölkerung gibt es stark abweichende Zahlen. Die meisten Schätzungen gehen von 5 bis 8 Millionen aus (zwischen 6 und 10 % der Gesamtbevölkerung). Die Mehrheit davon sind koptische Christen (meistens altorientalische Miaphysiten, ein kleiner Teil koptisch-katholisch), der Rest verteilt sich auf griechisch-orthodoxe, griechisch-katholische und protestantische Christen. Der Fischer Weltalmanach nennt eine höhere Zahl von 6 bis 15 % Kopten.

### Diskriminierung und Gewalt gegen Kopten
Kopten sind in Ägypten verschiedenen Formen der Diskriminierung ausgesetzt: im Alltag, in Staats- und Militärfunktionen sowie beim Bau von Kirchen. Obwohl die koptische Weihnacht seit 2002 als offizieller Feiertag gilt, beklagen die koptischen Christen eine gesellschaftliche, aber auch staatliche Benachteiligung sowie eine Zunahme eines intoleranten islamischen Diskurses. Die Kopten fühlten sich auch von der Muslimbrüder-Regierung 2012–2013 an den Rand gedrängt und nicht gegen Gewalttaten geschützt. Die Menschenrechtsorganisation Human Rights Watch bemängelte schon 2006, dass Ägypter, die vom Islam zu einer anderen Religion übertreten, verhaftet werden können. Behörden sollen sich außerdem geweigert haben, den Religionswechsel einzutragen.
Besonders in Oberägypten sind die Kopten Ziel von Gewalttaten, deren Zahl in den Jahren bis 2011 stark zugenommen hat. 2001 wurden bei den Massakern von el-Koscheh 21 Kopten und ein Muslim getötet, 2002 kam es nach der Einweihung einer koptischen Kirche zu Unruhen und 2006 wurde ein Kopte bei Angriffen auf drei Kirchen in Alexandria getötet und 17 wurden verletzt. Weihnachten 2009 wurden sechs Christen vor einer Kirche in Nag Hammadi von drei Attentätern erschossen. Die Menschenrechtsorganisation Initiative für Persönlichkeitsrechte zählte allein zwischen 2008 und 2010 rund 60 solcher Gewalttaten gegen Christen. Bei einem Bombenanschlag auf eine koptische Kirche in Alexandria wurden am Neujahrstag 2011 mindestens 21 Menschen getötet. Der ägyptische Rechtsanwalt und Direktor des Al-Kalema Center for Human Rights (ACHR), Mamdouh Nakhla, hatte bereits zwei Tage nach dem Anschlag die Vermutung geäußert, dass es bei diesem Anschlag Komplizen im Innenministerium gegeben haben könnte. Am 7. Mai 2011 griffen Salafisten die St.-Mina-Kirche im Kairoer Stadtteil Imbaba an und setzten sie in Brand. Im Laufe heftiger Straßenschlachten vor der Kirche wurden zwölf Angehörige der Religionsgemeinschaften – sowohl Muslime als auch koptische Christen – getötet, 230 Menschen wurden verletzt. Am 9. Oktober 2011 kamen bei einer Demonstration von koptischen Christen in Kairo mindestens 24 Menschen ums Leben. Am 9. April 2017 sind bei Anschlägen auf koptisch-christliche Kirchen in Alexandria und Tanta mindestens 38 Menschen getötet und mehr als hundert Menschen verletzt worden. Die Terrormiliz IS reklamierte beide Anschläge für sich.
Solche Beispiele für Verfolgung und Gewalt gegen Kopten gibt es auch weiterhin. Im Zuge der Revolution in Ägypten 2011 und der dortigen Staatskrise 2013 wurden wiederholt Kopten und Muslime getötet, viele Kirchen wurden geplündert oder zerstört.

## Kopten in Europa
Im deutschsprachigen Raum gibt es mehrere koptische Gemeinden:
Zwei koptische Klöster, nämlich das koptisch-orthodoxe Kloster der Jungfrau Maria und des heiligen Mauritius in Höxter-Brenkhausen, in dem der koptische Generalbischof für Deutschland Anba Damian residiert, und eines in Waldsolms-Kröffelbach bei Frankfurt am Main. Weitere Gemeinden bestehen in Berlin, Bitburg, Bremen, Düsseldorf, Frankfurt, Heidelberg, Hamburg, Holzwickede, München und Stuttgart.
Ein Kloster in Obersiebenbrunn, nahe Wien, das ein spiritueller Treffpunkt österreichischer Kopten ist (s. a. Weblinks); weitere Gemeinden bestehen in Wien, Graz und Klagenfurt.
Weiterhin gibt es in fast jedem europäischen Land auch größere Gemeinden (London, Birmingham, Paris, Mailand, Rom, Stockholm und andere größere Städte Europas).

## Bekannte Kopten
- Aziz Atiya (1898–1988), Koptologe und Historiker
- Hany Azer (* 1949), deutscher Bauingenieur
- Boutros Boutros-Ghali (1922–2016), Diplomat, Politiker und ehemaliger UN-Generalsekretär
- Youssef Boutros-Ghali (* 1952), Finanzminister Ägyptens von Juni 2004 bis Januar 2011[18]
- Albert Cossery (1913–2008), frankophoner Schriftsteller
- Anba Damian (* 1955), Bischof für Norddeutschland
- Anba Gabriel (* 1959), Bischof für Österreich
- Boutros Ghali (1846–1910), Ministerpräsident Ägyptens 1908–1910
- Rami Malek (* 1981), US-amerikanischer Schauspieler, Oscargewinner 2019
- Mena Massoud (* 1991), ägyptisch-kanadischer Schauspieler, bekannt durch seine Rolle als „Aladdin“ im gleichnamigen Disneyfilm
- Anba Michael (* o. J.), Bischof für Süddeutschland
- Salama Moussa (1889–1958), berühmter Literat und Denker der arabischen Welt
- Hany Ramzy (* 1969), Fußballspieler und -trainer
- Raouf Salama Moussa (1929–2006), Bakteriologe und Verleger
- Onsi Sawiris (1930–2021), Geschäftsmann, Gründer und Kopf der größten ägyptischen Firmengruppe Orascom
- Naguib Sawiris (* 1954), Unternehmer und Milliardär (ältester Sohn von Onsi Sawiris)
- Samih Sawiris (* 1957), ägyptisch-montenegrinischer Unternehmer (2. Sohn von Onsi Sawiris)
- Kamal Stino (1910–1987), Vize-Premierminister unter Präsident Nasser